# 人民自由运动 (塞尔维亚)
人民自由运动是塞尔维亚一个小型右翼至极右翼政党，它的意识形态是民族主义、硬欧洲怀疑主义和主权主义。

## 历史
2016年12月，第三塞尔维亚的一批成员脱离原党，成立了人民自由运动，米罗斯拉夫·帕罗维奇被选为主席。党主席米罗斯拉夫·帕罗维奇以0.32%的得票率在2017年塞尔维亚总统选举中名列第11位。2019年11月，该党宣布将与新塞尔维亚联合参加2020年塞尔维亚议会选举。

## 意识形态
人民自由运动提倡一种保守的意识形态，它认为只有一个有秩序的、合法的国家才能是自由和主权的。该党主张民主组织和法治。作为反全球主义者和欧洲现实主义者，他们代表着“从里斯本到符拉迪沃斯托克的欧洲”以及“巴黎-柏林-莫斯科轴心”，将贝尔格莱德视为新欧洲的基石之一。他们认为自己是主权主义者，为自由、平等和团结的原则而战，并称自己为“自由人”。该党与欧洲类似政党保持着良好关系，经常能看到他们与法国国民联盟、法国共和党、奥地利自由党和德國另類選擇的成员一同出现在公开活动中。

## 人民自由运动主席
| # | 主席                | 主席 | 出生－去世日期 | 任期开始       | 任期结束 |
| - | ------------------- | ---- | -------------- | -------------- | -------- |
|   | 米罗斯拉夫·帕罗维奇 |      | 1984年－       | 2016年12月17日 | 现任     |

## 选举结果

### 议会选举
| 选举   | 得票  | 得票率 | 席位    | 席位变化 | 联盟         | 政府   |
| ------ | ----- | ------ | ------- | -------- | ------------ | ------ |
| 2020年 | 7,873 | 0.24%  | 0 / 250 | ━        | 与新塞尔维亚 | 议会外 |

### 总统选举
| 选举   | 候选人              | 第一轮投票 | 第一轮投票 | 得票率 | 第二轮投票 | 第二轮投票 | 得票率 |
| ------ | ------------------- | ---------- | ---------- | ------ | ---------- | ---------- | ------ |
| 2017年 | 米罗斯拉夫·帕罗维奇 | 第11位     | 11,540     | 0.32%  | —          | —          | —      |